# انسان، فضا، زمان و انسان
انسان، فضا، زمان و انسان (کره‌ای: 인간, 공간, 시간 그리고 인간) فیلمی به نویسندگی و کارگردانی کیم کی دوک محصول سال ۲۰۱۸ کره جنوبی است. این فیلم افراد در سنین و مشاغل مختلف را در حال سفر با کشتی جنگی دنبال می‌کند و محدودیت‌های انسانیت و اخلاق را بررسی می‌کند.

## خلاصه فیلم
مردم از دسته‌های مختلف با کشتی جنگی حرکت می‌کنند. بعد از خواب مردم، کشتی وارد فضای ناشناخته‌ای می‌شود که در مه احاطه شده‌است. صبح مردم از خواب بیدار می‌شوند و کشتی را در هوا شناور می‌بینند.

## بازیگران
| بازیگر        | نقش          |
| ------------- | ------------ |
| مینا فوجی     | حوا          |
| جانگ گیون سوک | آدم          |
| آن سونگ کی    | پیر مرد      |
| لی سونگ جائه  | پدر آدم      |
| ریو سونگ بوم  | رئیس گانگستر |
| جو اوداگیری   |              |

## جوایز
| سال  | جشنواره                                    | بخش                        | نامزدی     | نتیجه    | جایزه         |
| ---- | ------------------------------------------ | -------------------------- | ---------- | -------- | ------------- |
| ۲۰۱۸ | جشنواره فیلم‌های فوق‌العاده اروپا استراسبورگ | بهترین فیلم بلند بین‌المللی | کیم کی دوک | نامزدشده | اختاپوس طلایی |

## بازتاب‌ها
جیدا تسوی یو لی، رئیس گروه زبان دانشگاه نرمال ملی کائوسیونگ تایوان در نقدی اعتقاد دارد این فیلم یک سؤال اساسی و فلسفی را مطرح می‌کند و آن اینکه «معنای زندگی انسان در پایان جهان چیست؟»